# Michael Jan de Goeje
Michael Jan de Goeje (Dronryp, 13 agosto 1836 – Leida, 17 maggio 1909) è stato un orientalista olandese e un rinomato arabista.

## Biografia
Nato in Frisia, M. J. de Goeje è stato uno dei più importanti orientalisti del XIX secolo.
Dedicò la sua gioventù allo studio delle lingue orientali e divenne particolarmente versato in arabo, sotto la guida del grande maestro suo compatriota Reinhart Dozy e di Theodor Willem Johannes Juynboll, dei quali divenne poi collega e intimo amico.
Si diplomò nel 1860 nell'Università di Leida (Universiteit Leiden) - antico e rinomato centro di studi orientalistici in Europa - e poi studiò per un anno a Oxford, nella cui storica biblioteca Bodleiana esaminò e collazionò i manoscritti di al-Idrisi (parte dei quali pubblicò nel 1866, in collaborazione proprio con R. P. Dozy, sotto il titolo Description de l'Afrique et de l'Espagne). All'incirca nello stesso periodo scrisse Mémoires de l'histoire et de la geographie orientales, e curò l'edizione della Expugnatio regionum (il Futūh al-buldān di Balādhurī. Nel 1883, alla morte di Dozy, divenne professore di Arabo a Leida, andando in pensione nel 1906.
Malgrado non fosse un docente di primissimo ordine, fu un grande studioso e ricercatore e influenzò notevolmente durante la sua lunga carriera accademica non solo i suoi allievi diretti ma anche teologi e amministratori che operavano in oriente che molto si avvantaggiarono dei suoi studi.  Le sue numerose edizioni di testi manoscritti arabi sono ancor oggi di inevitabile riferimento per gli studiosi. L'edizione di più duratura fama è senza dubbio quella degli Annali di Ṭabarī, per la quale egli coinvolse i principali studiosi internazionali, fra cui - responsabile dei preziosi Indici - il noto semitista italiano Ignazio Guidi.
Partecipò al Congresso Internazionale di Algeri del 1905, fu membro dell'Institut de France, fu insignito di un'importante onorificenza dalla Germania (Pour le Mérite) ed ebbe riconoscimenti accademici di alto profilo dalla Cambridge University. Alla sua morte era presidente della recentemente costituita International Association of Academies of Science.
Tra i suoi principali lavori si ricordano:
- Fragmenta Historicorum Arabicorum (1869-1871)
- Diwan of Moslim ibn al-Walid (1875)
- Bibliotheca Geographorum Arabicorum (BGA) (1870-1894)
- Annals of Tabari (1879-1901)
- Edizione delle biografie di Ibn Qutayba (1904)
- I viaggi ( Rihla ) di Ibn Jubayr (1907, 5° volume delle Gibb Memorial Series).

Fu anche redattore capo della Encyclopaedia of Islam (I ediz., voll. I-III) e contribuì con numerosi articoli di alto livello alle rivista orientalistiche specialistiche. Scrisse per la 9ª edizione della Encyclopædia Britannica.